# Алексеев, Виктор Иванович (военный)
Ви́ктор Ива́нович Алексе́ев (31 января 1926, Кульнево, Тверская губерния — 7 декабря 1993) — командир орудия, гвардии младший сержант — на момент представления к награждению орденом Славы 1-й степени.

## Биография
Родился 31 января 1926 года в деревне Кульнево Ржевского уезда Тверской губернии. Окончил 7 классов. Работал в колхозе. Член ВКП(б) с 1947 года.
Участник Великой Отечественной войны с октября 1941 года — участник партизанского движения на территории Смоленской области. После воссоединения с регулярными частями летом 1943 года, вступил в ряды Советской армии.
Стрелок 234-го стрелкового полка 134-й стрелковой дивизии красноармеец В. И. Алексеев в одном из боёв на территории Смоленской области заменил выбывшего из строя пулемётчика и нанёс врагу значительный урон. Был ранен, но поле боя не покинул. За этот бой был награждён орденом Красной Звезды.
После излечения в госпитале зачислен заряжающим 45-миллиметровой пушки 275-го гвардейского стрелкового полка.
Отличился 19-20 июля 1944 года при переправе через реку Шаянтойи близ города Укмерге. Расчёт одним из первых переправился через водный рубеж и, стреляя прямой наводкой, подбил два танка и уничтожил свыше взвода солдат. При отражении контратаки истребил до десяти противников и вынес с поля боя раненого офицера.
Приказом командира 91-й гвардейской стрелковой дивизии от 9 августа 1944 года за мужество, проявленное в боях с врагом, награждён орденом Славы 3-й степени.
Наводчик орудия гвардии ефрейтор В. И. Алексеев отличился в боях с 6 по 26 октября 1944 года в районе городов Наумиестис и Кудиркос-Науместис. Прямой наводкой из орудия разбил три пулемёта, одну повозку с боеприпасами и вывел из строя до двадцати вражеских солдат. 27 ноября 1944 года близ населённого пункта Шеркабуде, отражая атаку противника, истребил пять солдат. В бою заменил раненого командира расчёта.
Приказом по 39-й армии от 14 января 1945 года награждён орденом Славы 2-й степени.
Командир расчёта 45-миллиметрового орудия гвардии младший сержант В. И. Алексеев, командуя бойцами во время боя 13 февраля 1945 года в 18 километрах северо-западнее города Кёнигсберг, уничтожил три пулемёта и до двадцати противников. Когда выбыл из строя командир взвода, принял командование на себя.
Указом Президиума Верховного Совета СССР от 19 апреля 1945 года за мужество, отвагу и героизм награждён орденом Славы 1-й степени.
13 апреля 1945 года в схватке с вражескими танками на Земландском полуострове был тяжело ранен. День Победы встретил в госпитале. После излечения — демобилизован в звании старшины.
Жил в деревне Медведево Ржевского района. Работал механиком в колхозе. Умер 7 декабря 1993 года, похоронен в Медведево.
Награждён орденами Славы 1-й, 2-й и 3-й степени, Отечественной войны 1-й степени, Красной Звезды, медалями.